# كويك لينغ تشان
كويك لينغ تشان (بالملايوية: Quek Leng Chan)‏ (ولد في عام 1941) هو رجل أعمال ماليزي شارك في تأسيس مجموعة هونغ ليونغ ماليزيا. وهو أغنى رجل في ماليزيا.
وصنفته مجلة فوربس كرقم 217 من بين مليارديرات العالم بثروة قدرها 7.2 مليار دولار.